# Dijon Football Côte-d'Or 2018-2019 (femminile)
Questa voce raccoglie le informazioni riguardanti il Dijon Football Côte-d'Or nelle competizioni ufficiali della stagione 2018-2019.

## Stagione

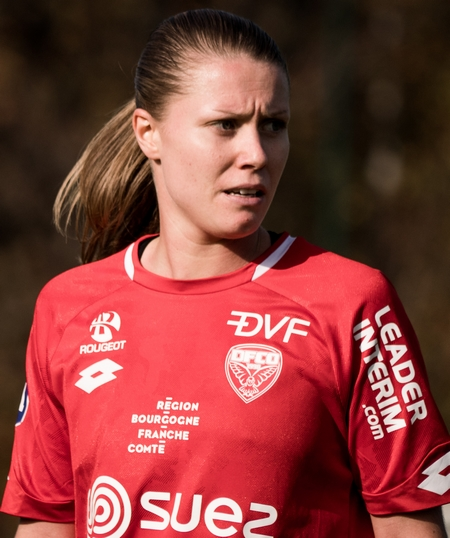
Il neoacquisto Léa Declercq in tenuta casalinga.

La stagione è la prima che la squadra femminile del club di Digione affronta nella massima divisione francese dopo il primo posto conquistato nel gruppo B della Division 2 Féminine il campionato precedente. La dirigenza, che riconferma alla guida della squadra l'allenatore della promozione, Yannick Chandioux, decide di affrontare la campagna acquisti durante la sessione estiva di calciomercato rafforzandosi in tutti i settori. Tra le novità in organico spiccano giocatrici d'esperienza con un bagaglio anche nelle nazionali dei rispettivi paesi come la cameruniana Marie-Aurelle Awonaa, acquistata dal Soyaux, e le Bleues Kenza Dali, proveniente dal Olympique Lione, Léa Declercq, dal Paris FC e la giovane promessa Lindsey Thomas, in arrivo in prestito dal Montpellier a completare il reparto offensivo.
Dopo un promettente avvio in campionato, affrontando avversarie più strutturate le prestazioni della squadra si attestano su posizioni di media classifica per poi scendere leggermente fino all'ottavo/nono posto nell’ultima parte, assestandosi comunque distante dalla zona retrocessione, risultato soddisfacente per una debuttante.
Positivo anche il suo percorso in Coppa di Francia, raggiungendo, pur se fermata dal Grenoble, squadra di D2, i quarti di finale, bissando così la migliore prestazione fino a quel momento nel torneo dopo quella dell'edizione 2015-2016 (ottenuta però con un organico da D2).
Le giocatrici maggiormente impiegate in campionato sono state Laura Bouillot, Declercq e Thomas, tutte con 22 presenze, con le prime due scese in campo anche in tutte i tre incontri di Coppa, mentre le più prolifiche realizzatrici si attestano essere Dali e Declercq con 6 reti in campionato alle quali si aggiungono per entrambe le 3 in Coppa.

## Divise e sponsor
La grafica era la stessa utilizzata dalla squadra maschile del Digione. Main sponsor era Suez, mentre quello tecnico, forniture delle tenute da gioco era Lotto.
| Casa | Trasferta | 3ª divisa |

## Organigramma societario
Area tecnica
- Allenatore: Yannick Chandioux
- Vice allenatore:
- Preparatore dei portieri: Pierre-Henry Coulon
- Preparatore atletico: Allex Humbertclaude
- Medico sociale:

## Rosa
Rosa aggiornata al 26 luglio 2018.
| N. |                    | Ruolo | Calciatrice                |
| -- | ------------------ | ----- | -------------------------- |
| 1  | Francia (bandiera) | P     | Émmeline Mainguy           |
| 2  | Francia (bandiera) | D     | Alexia Trevisan (capitano) |
| 3  | Francia (bandiera) | D     | Agathe Maetz               |
| 4  | Francia (bandiera) | D     | Adeline Rousseau           |
| 5  | Francia (bandiera) | D     | Laura Magnin-Feysot        |
| 7  | Francia (bandiera) | A     | Lindsey Thomas             |
| 8  | Francia (bandiera) | C     | Léa Declercq               |
| 9  | Francia (bandiera) | A     | Laura Bouillot             |
| 10 | Francia (bandiera) | C     | Ophélie Cuynet             |
| 11 | Francia (bandiera) | A     | Marina Josserand           |
| 12 | Francia (bandiera) | C     | Lalia Dali-Storti          |

| N. |                    | Ruolo | Calciatrice          |
| -- | ------------------ | ----- | -------------------- |
| 14 | Francia (bandiera) | C     | Tatiana Solanet      |
| 15 | Francia (bandiera) | D     | Noémie Carage        |
| 16 | Francia (bandiera) | P     | Mylène Chavas        |
| 20 | Marocco (bandiera) | C     | Élodie Nakkach       |
| 21 | Guinea (bandiera)  | A     | Fatoumata Baldé      |
| 22 | Francia (bandiera) | C     | Kenza Dali           |
| 23 | Francia (bandiera) | D     | Coline Gouineau      |
| 24 | Francia (bandiera) | D     | Charlyne Corne       |
| 25 | Camerun (bandiera) | D     | Marie-Aurelle Awonaa |
| 26 | Francia (bandiera) | A     | Allison Blais        |
| 30 | Francia (bandiera) | P     | Camille Pinel        |

## Calciomercato

### Sessione estiva
| Acquisti | Acquisti            | Acquisti            | Acquisti    |
| R.       | Nome                | da                  | Modalità    |
| -------- | ------------------- | ------------------- | ----------- |
| P        | Mylène Chavas       | Saint-Étienne       | [ 1 ]       |
| D        | Marie-Aurelle Awona | Soyaux              | [ 1 ] [ 3 ] |
| D        | Noémie Carage       | Saint-Étienne       | [ 1 ]       |
| D        | Amanda Chaney       | Stade Reims         |             |
| C        | Kenza Dali          | Olympique Lione     | [ 1 ]       |
| C        | Léa Declercq        | Paris FC            | [ 1 ] [ 4 ] |
| C        | Élodie Nakkach      | Soyaux              |             |
| C        | Lalia Storti        | Olympique Marsiglia | [ 1 ]       |
| A        | Allison Blais       | Soyaux              |             |
| A        | Lindsey Thomas      | Montpellier         | in prestito |

| Cessioni | Cessioni             | Cessioni | Cessioni             |
| R.       | Nome                 | a        | Modalità             |
| -------- | -------------------- | -------- | -------------------- |
| P        | Maud Bigey           | Châtenoy | [ 1 ]                |
| D        | Justine Pacaud       |          | ritiro               |
| C        | Alexandra Atamaniuk  |          | sospensione attività |
| C        | Pauline Desbourdieux |          | ritiro               |
| A        | Pauline Cousin       | Arras    | [ 1 ]                |

### Sessione invernale
| Acquisti | Acquisti        | Acquisti   | Acquisti |
| R.       | Nome            | da         | Modalità |
| -------- | --------------- | ---------- | -------- |
| C        | Élise Bussaglia | Barcellona | [ 6 ]    |

| Cessioni | Cessioni | Cessioni | Cessioni |
| R.       | Nome     | a        | Modalità |
| -------- | -------- | -------- | -------- |
|          |          |          |          |

## Risultati

### Division 1

#### Girone di andata
| Arbitro: | Bartnik |

|  |           |            |
|  | Marcatori | 76’ Dekker |

| Arbitro: | Soriano |

|            |           |              |
| Fourré 30’ | Marcatori | 57’ Declercq |

| Arbitro: | Rossini |

|                      |           |  |
| Dali 11’, 74’, 90+5’ | Marcatori |  |

| Arbitro: | Coppola |

|            |           |                                         |
| Dafeur 17’ | Marcatori | 29’ Thomas 75’ Cuynet 85’ (aut.) Mansuy |

| Arbitro: | Valentin Ougier |

|           |           |                        |
| Cuynet 9’ | Marcatori | 86’ Lavogez 90’ Lavaud |

| Arbitro: | Soriano |

|                                         |           |  |
| Declercq 66’ Thomas 76’ Dali 85’ (rig.) | Marcatori |  |

| Arbitro: | Maika Vanderstichel |

|                      |           |  |
| Diani 27’ Katoto 83’ | Marcatori |  |

| Arbitro: | Beyer |

|                    |           |            |
| Solanet 24’ (rig.) | Marcatori | 17’ Noiran |

| Arbitro: | Efe |

|                                                      |           |  |
| Henry 26’, 77’ Marozsán 38’ Renard 75’, 90+2’ (rig.) | Marcatori |  |

| Arbitro: | Bartnik |

|                                              |           |                                 |
| Machart-Rabanne 28’ Léger 56’ Ali Nadjim 88’ | Marcatori | 11’ Declercq 27’ (rig.) Solanet |

| Arbitro: | Maubacq |

|  |           |                                                                     |
|  | Marcatori | 16’ (rig.) Thiney 27’ Bourdieu 58’ Gréboval 62’ Matéo 79’ Sällström |

#### Girone di ritorno
| Arbitro: | Beyer |

|            |           |                                                        |
| Gavory 10’ | Marcatori | 52’ Declercq 65’ Cuynet 80’ Bouillot 90+2’ (rig.) Dali |

| Arbitro: | Goncalves |

|              |           |            |
| Bouillot 58’ | Marcatori | 56’ Fourré |

| Arbitro: | Vanderstichel |

|                                                 |           |                   |
| Cambot 14’ Bourgouin 32’, 78’ Storti 72’ (aut.) | Marcatori | 47’, 83’ Declercq |

| Arbitro: | Elodie Coppola |

|             |           |  |
| Thibaud 45’ | Marcatori |  |

| Arbitro: | Soriano |

|         |           |  |
| Dali 7’ | Marcatori |  |

| Arbitro: | Maubacq |

|                                         |           |            |
| Torrent 5’ Cayman 10’, 35’ Le Bihan 12’ | Marcatori | 88’ Cuynet |

| Arbitro: | Aurélie Efe |

|  |           |                            |
|  | Marcatori | 88’ Diallo 90+2’ Baltimore |

| Arbitro: | Beyer |

|                                           |           |  |
| Makanza 39’ Sällström 72’, 86’ Thiney 84’ | Marcatori |  |

| Arbitro: | Goncalves |

|                          |           |                     |
| Bussaglia 23’ Thomas 52’ | Marcatori | 87’ Machart-Rabanne |

| Arbitro: | Maubacq |

|  |           |                                                           |
|  | Marcatori | 48’ Majri 62’ Le Sommer 65’ Mbock Bathy 86’ Van de Sanden |

| Arbitro: | Vanderstichel |

|            |           |                                                   |
| Cazeau 46’ | Marcatori | 44’ Bussaglia 80’ Thomas 85’ Blais 90+1’ Bouillot |

### Coppa di Francia
| Arbitro: | Maubacq |

|                                                                                                 |           |  |
| Dali 19’, 23’, 63’ Thomas 29’, 34’, 77’ Nakkach 36’ Declercq 38’, 66’, 90’ Boissinot 87’ (aut.) | Marcatori |  |

| Arbitro: | Vanderstichel |

|                 |           |                                                             |
| Robert 15’, 38’ | Marcatori | 49’ Bussaglia 55’ Nakkach 70’ Awona 77’ Bouillot 86’ Thomas |

| Arbitro: | Beyer |

|  |                      |  |
|  | Tiri di rigore 4 – 5 |  |

## Statistiche

### Statistiche di squadra
| Competizione     | Punti | In casa | In casa | In casa | In casa | In casa | In casa | In trasferta | In trasferta | In trasferta | In trasferta | In trasferta | In trasferta | Totale | Totale | Totale | Totale | Totale | Totale | DR  |
| Competizione     | Punti | G       | V       | N       | P       | Gf      | Gs      | G            | V            | N            | P            | Gf           | Gs           | G      | V      | N      | P      | Gf     | Gs     | DR  |
| ---------------- | ----- | ------- | ------- | ------- | ------- | ------- | ------- | ------------ | ------------ | ------------ | ------------ | ------------ | ------------ | ------ | ------ | ------ | ------ | ------ | ------ | --- |
| Division 1       | 24    | 11      | 4       | 2       | 5       | 12      | 17      | 11           | 3            | 1            | 7            | 17           | 27           | 22     | 7      | 3      | 12     | 29     | 44     | -15 |
| Coppa di Francia | -     | 2       | 1       | 1       | 0       | 11      | 0       | 1            | 1            | 0            | 0            | 5            | 2            | 3      | 2      | 1      | 0      | 16     | 2      | +14 |
| Totale           | -     | 13      | 5       | 3       | 5       | 23      | 17      | 12           | 4            | 1            | 7            | 22           | 29           | 25     | 9      | 4      | 12     | 45     | 46     | -1  |

### Andamento in campionato
| Giornata  | 1 | 2  | 3 | 4 | 5 | 6 | 7 | 8 | 9 | 10 | 11 | 12 | 13 | 14 | 15 | 16 | 17 | 18 | 19 | 20 | 21 | 22 |
| --------- | - | -- | - | - | - | - | - | - | - | -- | -- | -- | -- | -- | -- | -- | -- | -- | -- | -- | -- | -- |
| Luogo     | C | T  | C | T | C | C | T | C | T | T  | C  | T  | C  | T  | T  | C  | T  | C  | T  | C  | C  | T  |
| Risultato | P | N  | V | V | P | V | P | N | P | P  | P  | V  | N  | P  | P  | V  | P  | P  | P  | V  | P  | V  |
| Posizione | 8 | 10 | 7 | 5 | 5 | 4 | 6 | 6 | 8 | 8  | 9  | 8  | 8  | 9  | 9  | 8  | 8  | 8  | 9  | 8  | 9  | 8  |

Legenda:

Luogo: C = Casa; T = Trasferta. Risultato: V = Vittoria; N = Pareggio; P = Sconfitta.

### Statistiche delle giocatrici
| Giocatore        | Division 1 | Division 1 | Division 1  | Division 1 | Coppa di Francia | Coppa di Francia | Coppa di Francia | Coppa di Francia | Totale   | Totale | Totale      | Totale     |
| Giocatore        | Presenze   | Reti       | Ammonizioni | Espulsioni | Presenze         | Reti             | Ammonizioni      | Espulsioni       | Presenze | Reti   | Ammonizioni | Espulsioni |
| ---------------- | ---------- | ---------- | ----------- | ---------- | ---------------- | ---------------- | ---------------- | ---------------- | -------- | ------ | ----------- | ---------- |
| M-A. Awona       | 16         | 0          | 1           | 0          | 3                | 1                | 0                | 0                | 19       | 1      | 1           | 0          |
| F. Baldé         | 13         | 0          | 0           | 0          | 2                | 0                | 0                | 0                | 15       | 0      | 0           | 0          |
| I. Barrier       | 0          | 0          | 0           | 0          | 2                | 0                | 0                | 0                | 2        | 0      | 0           | 0          |
| A. Blais         | 16         | 1          | 3           | 0          | 2                | 0                | 0                | 0                | 18       | 1      | 3           | 0          |
| L. Bouillot      | 22         | 2          | 0           | 0          | 3                | 0                | 0                | 0                | 25       | 2      | 0           | 0          |
| É. Bussaglia     | 8          | 2          | 1           | 0          | 3                | 1                | 0                | 0                | 11       | 3      | 1           | 0          |
| N. Carage        | 21         | 0          | 4           | 0          | 3                | 0                | 0                | 0                | 24       | 0      | 4           | 0          |
| M. Chavas        | 7          | -9         | 0           | 0          | 2                | -2               | 0                | 0                | 9        | -11    | 0           | 0          |
| C. Corne         | 3          | 0          | 0           | 0          | -                | -                | -                | -                | 3        | 0      | 0           | 0          |
| O. Cuynet        | 20         | 4          | 3           | 0          | 3                | 0                | 0                | 0                | 23       | 4      | 3           | 0          |
| K. Dali          | 17         | 6          | 1           | 0          | 2                | 3                | 0                | 0                | 19       | 9      | 1           | 0          |
| L. Declercq      | 22         | 6          | 0           | 0          | 3                | 3                | 0                | 0                | 25       | 9      | 0           | 0          |
| C. Gouineau      | 16         | 0          | 3           | 0          | 1                | 0                | 0                | 0                | 17       | 0      | 3           | 0          |
| A. Maetz         | 7          | 0          | 0           | 0          | 0                | 0                | 0                | 0                | 7        | 0      | 0           | 0          |
| É. Mainguy       | 16         | -35        | 1           | 0          | 1                | 0                | 0                | 0                | 17       | -35    | 1           | 0          |
| L. Magnin-Feysot | 4          | 0          | 1           | 0          | -                | -                | -                | -                | 4        | 0      | 1           | 0          |
| É. Nakkach       | 20         | 0          | 6           | 0          | 3                | 2                | 0                | 0                | 23       | 2      | 6           | 0          |
| C. Pinel         | 0          | 0          | 0           | 0          | -                | -                | -                | -                | 0        | 0      | 0           | 0          |
| C. Renard        | 0          | 0          | 0           | 0          | 1                | 0                | 0                | 0                | 1        | 0      | 0           | 0          |
| A. Rousseau      | 0          | 0          | 0           | 0          | -                | -                | -                | -                | 0        | 0      | 0           | 0          |
| A. Trevisan      | 16         | 0          | 3           | 0          | 3                | 0                | 1                | 0                | 19       | 0      | 4           | 0          |
| T. Solanet       | 17         | 2          | 0           | 0          | 2                | 0                | 1                | 0                | 19       | 2      | 1           | 0          |
| C. Stephen       | 1          | 0          | 0           | 0          | 1                | 0                | 0                | 0                | 2        | 0      | 0           | 0          |
| L. Thomas        | 22         | 4          | 0           | 0          | 2                | 4                | 0                | 0                | 24       | 8      | 0           | 0          |